# Xia orientaux
Pour les articles homonymes, voir Xia.
Ne doit pas être confondu avec Dynastie des Xia occidentaux.
1215–1233
(18 ans)
Entités précédentes :
- Dynastie Jin

Entités suivantes :
- Empire mongol

Les Xia orientaux (chinois traditionnel : 東夏 ; chinois simplifié : 东夏 ; pinyin : Dōng Xià), également connu sous le nom de Dongxia, Dongzhen (chinois : 東真) ou Dazhen (chinois : 大真), était un royaume éphémère établi en Mandchourie (y compris le nord-est de la Chine et la Mandchourie extérieure) par le seigneur de guerre Jürchen Puxian Wannu en 1215 lors de la conquête mongole de la dynastie Jin. Elle fut finalement conquise dans les années 1230 par les Mongols et ses anciens territoires furent ensuite administrés par la province de Liaoyang de la dynastie Yuan.

## Toponymie
Le pays a été nommé en l'honneur des Xia occidentaux. Lors d'une conversation entre Puxian Wannu et Hebo, un de ses généraux, ce dernier lui demanda la raison du nom, et il répondit : « Il y a un pays à l'ouest de Jin, près des contreforts du Tibet, comme vous le savez, qui s'appelle les Xia occidentaux, des gens forts, courageux et éclairés y vivent, que le Xia oriental soit un pays de gens courageux, courageux et invaincus ».

## Histoire

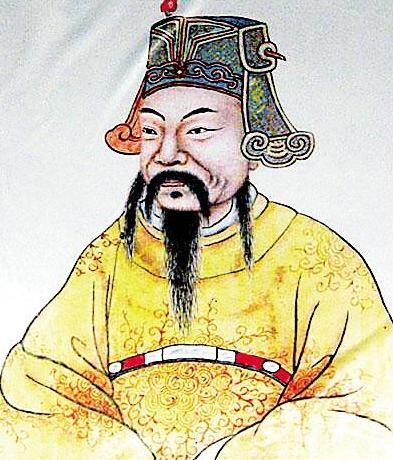
Dessin de Puxian Wannu.

Puxian Wannu servait à l'origine la dynastie Jin, en déclin à cause la pression de l'Empire mongol. Alors que les Mongols sous Gengis Khan envahissaient le territoire de la dynastie Jin, un chef Khitan, Yelü Liuge (耶律留哥), se révolta contre la dynastie Jin au Liaodong en 1211 et prit contact avec l'Empire mongol l'année suivante. En 1214, la dynastie Jin envoya Puxian Wannu au Liaodong, mais il fut vaincu autour de Kaiyuan. Alors que Mukhali de l'Empire mongol envahissait le nord de la Chine et s'emparait de Zhongdu, la capitale des Jin, Puxian Wannu se rebella contre la dynastie Jin et fonda la dynastie des Xia orientaux à Dongjing (Liaoyang) en 1215 avec le soutien des Mongols. Au cours de cette année-là, en tant que vassal, il envoya son fils Tege (chinois traditionnel : 鐵哥 ; chinois simplifié : 帖哥 ; pinyin : Tiěgē) comme otage des Mongols en 1216,.
Il adopta le titre de Tianwang (天王, soit littéralement « Roi céleste ») et nomma son ère Tiantai (天泰). Il a également établi les institutions gouvernementales basées sur les systèmes Jin. Bien qu'à l'origine il ait reconnu son allégeance à l'Empire mongol, il s'est cependant rebellé contre les Mongols et a tué les commissaires résidents mongols en 1217. Il a également déplacé la capitale à Nanjing dans la forteresse moderne de Mopancun près de Yanji, dans le Jilin.
L'État de Dongxia entretenait des relations diplomatiques avec le royaume de Goryeo et conclut en 1219 une alliance défensive contre les Mongols avec le dernier souverain de Goryeo, Kojong, qui portait le titre d'« empereur » (天王), ce qui permit à Goryeo de repousser avec succès deux invasions des Mongols et de minimiser les conséquences de la troisième.
En 1233, Güyük (alors prince) fut envoyé par Ögedei Khan pour conquérir les Xia orientaux ainsi que la Corée. Puxian Wannu a été capturé et tué la même année, ce qui a marqué la fin officielle du royaume des Xia orientaux La dynastie Jin fut également vaincue par les Mongols l'année suivante,.
Le nom réel du royaume est controversé. Les documents chinois l'appellent Dongxia (东夏/東夏) mais Goryeo l'appelle presque toujours Dongzhen (東眞). Yanai Wataru a insisté sur le fait que Xià (夏) était une mauvaise interprétation de Zhèn (眞). Pendant ce temps, Ikeuchi Hiroshi affirmait que Dongzhen était une forme abrégée de Dong Nüzhen (东女眞/東女眞, Jurchen orientaux) et n'était qu'un pseudonyme.